# TV Show (album)
TV Show – drugi album studyjny rosyjskiego piosenkarza Siergieja Łazariewa. Płyta została wydana 10 maja 2007 roku nakładem wytwórni Style Records. Producentem wszystkich utworów z krążka został Brian Rawling.
Płyta była promowana przez single: „Shattered Dreams” (cover piosenki brytyjskiego zespołu muzycznego Johnny Hates Jazz), „Everytime”, „TV or Radio”, „Girlfriend” i „Almost Sorry”.

## Lista utworów
Sporządzono na podstawie materiału źródłowego.
| TV Show | TV Show                          | TV Show                                         | TV Show |
| Nr      | Tytuł utworu                     | Autorstwo                                       | Długość |
| ------- | -------------------------------- | ----------------------------------------------- | ------- |
| 1.      | „Music Under My Skin”            | P. Martin, T. Woodcock                          | 3:10    |
| 2.      | „Everytime”                      | P. Barry, B. Davies                             | 4:08    |
| 3.      | „Girlfriend”                     | P. Martin, B. Adams, M. Read                    | 3:48    |
| 4.      | „Shiver”                         | G. Stack, P. Reine                              | 3:10    |
| 5.      | „Breakthrough”                   | S. Balsamo, B. Robbins                          | 3:26    |
| 6.      | „Rebound”                        | D. Frank, B. Adams                              | 3:59    |
| 7.      | „Curiosity”                      | J. Taylor, B. Adams                             | 3:37    |
| 8.      | „Shattered Dreams”               | C. Datchler                                     | 3:15    |
| 9.      | „Almost Sorry”                   | C. Landon, T. Murphy                            | 3:52    |
| 10.     | „Do Me Right”                    | A. Dannvik, M. Ek                               | 3:15    |
| 11.     | „He Said She Said”               | C. Mason, M. Ek                                 | 3:39    |
| 12.     | „TV or Radio”                    | S. Halldin, J. Thander, F. Westlund             | 3:16    |
| 13.     | „Wspominaj” (Вспоминай)          | P. Barry, B. Davies, М. Bordiukowa, S. Łazariew | 4:08    |
| 14.     | „Shattered Dreams” (Metro Mix)   | C. Datchler                                     | 5:52    |
| 15.     | „Shattered Dreams” (Kid 79 Mix)  | C. Datchler                                     | 5:38    |
| 16.     | „Everytime” (Vorontsov Club Mix) | P. Barry, B. Davies                             | 6:59    |
|         |                                  |                                                 | 1:05:12 |

## Twórcy
Sporządzono na podstawie materiału źródłowego.
- Siergiej Łazariew – śpiew, kierownik produkcji
- Asia Kaljasina – kierownik produkcji
- Bryan Rowling, Ben Robbins, Mans Ik, The Line Up – produkcja
- Dik Bitam – mastering
- Ben Adams, Donovan Blekvud, Tim Voodkok, Mark Read, Mikki Flynn, Oscar Nilsson, Matias Garson – wokal wspierający
- Adam Philips, Christian Fast – gitara